# Sollerön (plaats)
Sollerön is een plaats in de gemeente Mora in het landschap Dalarna en de provincie Dalarnas län in Zweden. De plaats heeft 946 inwoners (2005) en een oppervlakte van 250 hectare. De plaats ligt op het eiland Sollerön in het meer Siljan. In de plaats woont het grootste deel van het aantal bewoners van het eiland.